# قيلومى سميكة الغشاء
قيلومى سميكة الغشاء (الاسم العلمي:Stylonema crassimembranaceum) هي نوع من الطحالب الحمراء تتبع جنس القيلومى من الفصيلة القيلومية.